# Ráj (usedlost)
Usedlost Ráj je zaniklá viniční usedlost v Praze 5-Smíchově v Holečkově ulici, která stála západně od Kinského zahrady v místech Speciální školy pro sluchově postižené.

## Historie
Vinice Ráj je doložena v 15. století, kdy měla rozlohu 11 strychů. Roku 1614 předal vinici Velký a Malý Ráj Tomáš Had z Proseče své manželce Markétě, rozené z Dubu, která je roku 1628 prodala za 6000 tolarů Janu de Vitte. Roku 1730 vlastnila pozemky Marie Anna Libštejnská z Kolovrat. V polovině 18. století se dostal rozsáhlý vinohrad do majetku Václava Mikuláše Prause, pokladníka hraběte Kolovrata.
V 19. století vlastnil pozemky Ráje hrabě Kinský, který je včlenil do své nově budované zahrady. Později budovy usedlosti dal zbořit a na jejich místě roku 1901 postavil Ústav pro hluchoněmé.